# José Lacerda Neto
José Lacerda Neto (São José de Piranhas, 17 de setembro de 1932) é um advogado e político brasileiro.
Foi filiado ao Democratas (DEM) e atualmente esta no Partido Social Democrático (PSD).Iniciou a vida pública como prefeito da sua cidade natal, São José de Piranhas. A seguir foi eleito para o cargo de deputado estadual da Paraíba, sendo eleito e reeleito por 11 mandatos consecutivos. Depois foi eleito vice-governador da Paraíba, entre os anos de 2007 e 2009.
Em 20 de novembro de 2008, o então vice-governador da Paraíba teve o seu mandato cassado pelo Tribunal Superior Eleitoral (TSE). Permaneceu mais alguns meses no cargo por decisão de liminar judicial. Em 17 de fevereiro de 2009 teve seu mandato cassado em definitivo.